# マーク・モリス
マーク・モリス（Mark Morriss、1971年10月18日 - ）は、イギリスのロックバンド、ブルートーンズのボーカリスト、シンガーソングライターである。

## 来歴
イギリスのミドルセックス州ハウンズロー生まれ。母が16歳のときの子供で、幼い頃に実父は蒸発し、2番目の父は妹の実父、3番目の義父とは折り合いが悪く、若くして家を出て一人暮らしをするようになるという、複雑な家庭環境に育つ（父との関係については、ブルートーンズのファースト・アルバム『エクスペクティング・トゥ・フライ』収録曲「ヴァンパイア」の中でも歌われている）。
ザ・スミスが自分にとって初めて意味を持つバンドだったが、リアルタイムで17歳のときに見に行った、ストーン・ローゼズに衝撃を受けたことで、音楽の道を志すようになる。まずは、1992年にレコード店で出会ったアダム・デヴリン、2歳違いの弟スコット・モリスらとザ・ボトルガーデンというバンドを結成。そのバンドが解散した後、エズ・チェスターズが加わり、ブルートーンズの結成へと至る。以降の経歴は、ブルートーンズの項目を参照。

## ソロ活動
2004年から、マークはFi-Lo Beddow (ファイ・ロウ・ベッドウ)名義で、ブルートーンズの活動と並行する形でソロ活動を開始した。主にはライブ活動が中心で、現在までに日本を含む4大陸でライブを行っている。演奏するのはソロ曲やブルートーンズの楽曲に加え、ティーンエイジ・ファンクラブやピクシーズなどの多くのカバー曲も披露していた。
2006年2月、初のソロ作品『The Fi-Lo Beddow EP』をリリース。
2008年5月、初のソロ・アルバム『Memory Muscle』を発表している。

## 人物・親交
バンド内では、その少年のような甘い歌声でバンドの個性を象徴しているとともに、ほとんどの曲の歌詞も担当している。彼が書く歌詞は、デビュー当初は孤独や別離を歌ったものがほとんどだったが、徐々に示唆に富んだユニークなものが多くなっていった。ライヴにおいては、デビュー当初は一部ハーモニカを演奏する以外はただ歌っているだけだったが、後にギターを持ちながら演奏することも増え、近年では曲によって一部キーボードを演奏している（バンド内にキーボーディストがいなくなったためと思われる）。また、腕には動物や花柄の色鮮やかなタトゥーを入れている。
ちなみにコメディ番組『リトル・ブリテン』で有名なコメディアンのマット・ルーカス、デヴィッド・ウォリアムスとは友人関係にある。マットとデヴィッドがブルートーンズの楽曲やPVに参加する一方、マークは『リトル・ブリテン』にカメオ出演したり、アルバム『ザ・ブルートーンズ』収録曲の「フェイド・イン・フェイド・アウト」をデヴィッドに捧げるなど、交流は深い。
また、レイザーライトのドラマーであるアンディ・バロウズとも交流があり、彼の主催するチャリティ・コンサートにゲスト出演している。

## 影響・音楽的嗜好
初めて買ったレコードはマイク・オールドフィールドで、子供のころに入れ込んでいたバンドはデュラン・デュラン。しかし、音楽的に影響を受けたのはザ・スミス、ストーン・ローゼズが最初で、他にもバーズ、バッファロー・スプリングフィールド、スライ&ザ・ファミリー・ストーン、ラヴ、スコット・ウォーカー、ニール・ヤング、ティーンエイジ・ファンクラブらをお気に入りのアーティストとして挙げている。
同期のバンドでは、デビュー時から現在までスーパーグラスを高く評価している一方で、ブラーやオアシスについてはそれほど好きではないとのこと。ちなみに、メンズウェアについては当時から現在までひどく嫌っており、「バンドなんてもんじゃないと思う」と切り捨てている。
近年のバンドでは、カイザー・チーフス、アークティック・モンキーズ、クラクソンズをお気に入りに挙げる一方で、ザ・リバティーンズ、とりわけピート・ドハーティについては「ソングライターとして過大評価されている」としている。

## 弟スコットとの関係
弟のスコット・モリスとは非常に仲がいい。兄弟が同じバンドにいることについて、マークは「短所は一切ない。長所は挙げたらキリがないけど、何といってもコミュニケーションの部分かな。話がしやすいってこと」「（ケンカは）したことないよ。いつも気が合うんだ（笑）」と話している。またバンド活動以外でも、近年のソロ・アルバムやソロ・ツアーにもスコットを起用していることからも、変わらぬ仲のよさがうかがえる。

## ディスコグラフィ

### アルバム
- Memory Muscle (2008年)
- A Flash of Darkness (2014年)
- The Taste of Mark Morriss (2015年)
- Look Up (2017年)

### EP
- The Fi-Lo Beddow EP (2006年)

### シングル
- "I'm Sick" (2008年)
- "Lay Low" (2008年) ※ダウンロードのみ
- "This Is The Lie (And That's The Truth)" (2014年)
- "Space Cadet" (2014年)
- "Lucretia (My Reflection)" (2015年)
- "All The Wrong People" (2019年)
- "The Beans" (2019年)